# Žižkovy duby (Chotěboř)
Žižkovy duby je nazývána skupina památných stromů - dubů letních - rostoucích severně od Chotěboře. Ty převzaly svůj název po původním Žižkově dubu, který mezi nimi stál do roku 1979, kdy byl poničen vichřicí a 31.7.1981 definitivně odstraněn.

## Základní údaje
- název: Žižkovy duby, duby u Chotěboře
- druh: dub letní (Quercus robur)[1]
- výška: kolem 20 m
- obvod: 2,8 - 6,8 m[2]
- počet: 11 ks[1]
- věk: 350-400 let[3]
- vyhlášeny jako památné: 12.12.1988 s účinností od 1.1.1989[1]
- umístění: kraj Vysočina, okres Havlíčkův Brod, obec Chotěboř

Stromy rostou u rybníčka mezi silnicí Chotěboř - Libice, v poli mezi silnicí Chotěboř-Bezlejov a Chotěboř-Nová Ves a u bývalého rybníčka Koláč. 7 z 11 dubů spadá pod CHKO Železné hory. Duby číslo 9, 10 a 11 jsou v horším zdravotním stavu, trpí tracheomykózou.
| dub  | poloha                      | obvod  | výška | koruna (V×Š) | správa        |
| ---- | --------------------------- | ------ | ----- | ------------ | ------------- |
| I    | 49°44'2,07"N 15°40'34,26"E  | -      | -     | -            | MÚ            |
| II   | 49°44'2,38"N 15°40'34,72"E  | -      | -     | -            | MÚ            |
| III  | 49°44'11,10"N 15°40'32,03"E | -      | -     | -            | MÚ            |
| IV   | 49°44'11,42"N 15°40'32,21"E | -      | -     | -            | MÚ            |
| V    | 49°44'10,98"N 15°40'31,50"E | -      | -     | -            | MÚ            |
| VI   | 49°44'10,63"N 15°40'31,68"E | -      | -     | -            | MÚ            |
| VII  | 49°44'10,81"N 15°40'29,90"E | -      | -     | -            | MÚ            |
| VIII | 49°44'6,57"N 15°40'3,65"E   | 460 cm | 28 m  | 24×22 m      | CHKO Žel.hory |
| IX   | 49°43'53,98"N 15°40'4,82"E  | 320 cm | 18 m  | 15×18 m      | CHKO Žel.hory |
| X    | 49°43'54.95"N, 15°40'3.67"E | 440 cm | 17 m  | 14×17 m      | CHKO Žel.hory |
| XI   | 49°43'56,98"N 15°40'5,63"E  | 380 cm | 17 m  | 14×14 m      | CHKO Žel.hory |

## Památné a významné stromy v okolí
- Žižkův dub (Chotěboř)
- Klokočovská lípa
- Lánská lípa
- Spálavská lípa
- Lípa v Lipce
- Buk v Bouči
- Úhrovská lípa
- Kaštanovník v Dolním Vestci